# 彦坂諶厚
彦坂 諶厚（ひこさか じんこう、天保5年1月25日〈1834年2月14日〉 - 明治31年〈1898年〉7月4日）は、日本の僧。天台宗の大僧正で、日光山輪王寺の住職をつとめた。

## 生涯
信濃国の善光寺門前（現・長野県長野市）、藤屋御本陳の8代当主・藤井平五郎（穀昌）の三男として生まれる。母は岡田村の小泉七兵衛三女・せい。
諶厚は3歳のときに重い病を患ったが、観音菩薩への祈願の後に快癒したと伝えられている。幼くして出家を望み、輪王寺の子院・護光院12世で叔父の諶貞の弟子となった。
13歳で四度加行、15歳で声明と天台宗の教義・戒律を学び、梵網経の十重戒を受ける。千日行法や法華三昧などの修行や仏典の勉学に励み、密教の法儀を習得した。
安政2年（1855年）に護光院14世となる。慶応4年（1868年）、彰義隊の撤退に伴い日光が戦場となる可能性が生じたが、諶厚は旧幕府軍に退去を、新政府軍に交渉を行い、日光東照宮などの社寺は戦火を免れた。
明治維新により神仏分離が進むなか、輪王寺は満願寺と改称され統合されるが、諶厚は輪王寺の歴史的意義を主張し、寺門の存続を訴えた。
日光山の寺領は縮小され、仏堂の廃止や移転が政府により検討された。これにより、日光二荒山神社および日光東照宮の境内から、三仏堂、相輪塔、鐘楼、本地堂、五重塔、護摩堂、経蔵などを輪王寺（当時は満願寺）に移すよう命じられた。輪王寺住職であった諶厚は、火災や財政難により移転費用の捻出が困難であることを理由に、政府に対して移転延期を願い出た。一方で、町民も生活への影響を懸念し、独自に連判状（複数名連名の嘆願書）を提出するなど、仏堂の保存を求める動きが広がった。これらの働きかけの結果、移転対象は三仏堂のみに限定されることとなった。また、「旧観を損なわぬように」との意向から、明治天皇より移転費用として金3,000円が下賜された。こうして、明治14年（1881年）に三仏堂は現在地へと移築され、今日に至っている。この際、諶厚は、移築先の景観整備の一環として、隣接する御霊殿にあった老齢の山桜の移植を行った。桜はすでに推定樹齢400年とされ、枯死の懸念があったものの、諶厚は毎日この木のもとを訪れ、読経と看護に努めた。その後、木は根元から新たに4本の幹を芽吹かせ、以前にも増して勢いよく枝葉を広げたと伝わる。この桜は後に「金剛桜」と呼ばれ、諶厚の信念と努力を象徴する存在として親しまれている。
前後するが、明治5年の太政官布告により僧侶に姓が求められ、護光院の開基・彦坂光正にちなみ「彦坂」を名乗るようになる。明治7年（1874年）には日光山輪王寺の71世学頭代（執事）に任命される。
明治12年（1879年）4月、栃木県より満願寺副住職を申し付けられる。同年7月、アメリカ元大統領グラントが来日した際に満願寺（輪王寺）を宿所とした。日光東照宮陽明門前でグラントとともに写る姿が確認できる。
明治15年（1882年）に満願寺住職となり、翌年、寺号の復称が認められ輪王寺住職となる。
明治25年（1892年）、天海（慈眼大師）の250回忌大法要を執り行う。功績を称えられ、天海の七条袈裟を授かり、生家である藤屋御本陳に贈呈。この袈裟は後に善光寺大勧進へ奉納された。藤屋御本陳には、10代藤井平五郎（治昌）宛てとみられる諶厚の書簡2通も伝来している（現在は長野市公文書館所蔵）。
明治28年（1895年）5月、大僧正に任命される。
明治31年（1898年）5月、脳痛を病み、同年7月4日死去。享年（世寿）65歳。小松宮彰仁親王より「金剛心院」の院号が贈られた。